# John Stanley (homme politique)
Pour les articles homonymes, voir John Stanley (homonymie).
John Paul Stanley (né le 19 janvier 1942), est un homme politique du Parti conservateur britannique qui est député de Tonbridge et Malling de 1974 à 2015.

## Éducation

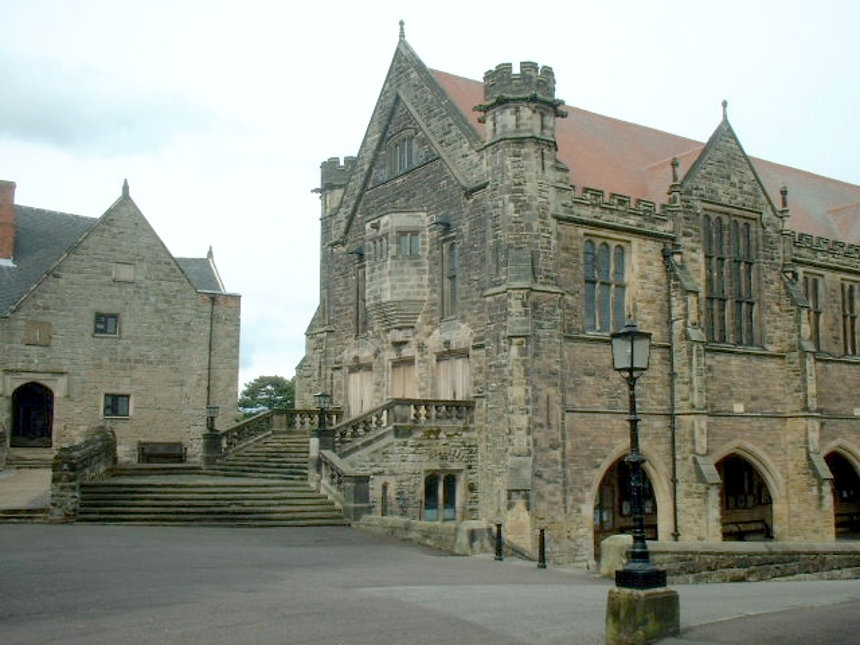
École Repton

Stanley fait ses études dans deux écoles indépendantes: à la Copthorne Preparatory School près de Crawley dans le West Sussex et à la Repton School dans le village de Repton dans le Derbyshire, puis au Lincoln College de l'Université d'Oxford, où il étudie l'histoire moderne. Il étudie également à l'Université de Syracuse.

## Début de carrière
Stanley est à l'International Institute for Strategic Studies de 1968 à 1969. Il travaille pour Rio Tinto-Zinc Corp Ltd (RTZ) de 1969 à 1979. Il est membre senior du réseau de l'European Leadership Network (ELN).

## Carrière parlementaire
Stanley se présente au siège de Newton en 1970. Il est élu pour la première fois au Parlement à l'élection de février 1974, avant laquelle il travaille pour le Département de la recherche conservatrice comme conseiller en politique du logement. Il est secrétaire parlementaire privé de Margaret Thatcher de 1976 à 1979, à l'époque où elle est chef de l'opposition.
Il est nommé ministre d'État chargé du logement au ministère de l'Environnement à la suite de la victoire des conservateurs aux élections générales de 1979. Quatre ans plus tard, il est transféré au poste de ministre d'État aux Forces armées au ministère de la Défense. À la suite des élections générales de 1987, Stanley est transféré au bureau de l'Irlande du Nord, une fois de plus en tant que ministre d'État, mais quitte le gouvernement en 1988.
Il est nommé conseiller privé en 1984 et s'intéresse principalement à la défense et à la politique étrangère, ayant siégé au Comité spécial des affaires étrangères à partir de 1992. Il est fait chevalier en 1988.
Il est réinvesti comme candidat du parti conservateur dans sa circonscription en 2008 pour les élections générales de 2010, alors qu'il a 68 ans. En mars 2012, Stanley annonce qu'il se retirerait aux élections générales suivantes.

## Vie privée
Il épouse Susan Giles le 21 décembre 1968 dans la ville de Londres ; ils ont ensuite divorcé. Le couple a un fils et une fille.